# 北京航空航天大学中法航空学院
北京航空航天大学中法航空学院，筹建时称中法航空大学（法語：Université de l'aviation Zhongfa），是北京航空航天大学与法国国立民航大学在杭州联合举办的一所中外合作办学单位，不具有法人资格。校址位于浙江省杭州市余杭区瓶窑镇双红桥街166号，自2023年起招收本科生、2024年起招收硕士研究生。

## 历史
2018年1月9日，在时任中国国家主席习近平和法国总统马克龙的共同见证下，北京航空航天大学校长徐惠彬与法国国立民航大学校长奥利维耶·尚苏在人民大会堂签署《北京航空航天大学与法国国立民航大学合作办学备忘录》。基于该合作办学备忘录，两校计划充分利用双方办学优势，在浙江省人民政府以及中法企业的支持下，合作建立一所高水平、国际化、新机制的航空大学。该校定位于具有独立法人资格的中外合作办学机构，培养航空领域的优秀专业人才。
2019年4月16日，北京航空航天大学与浙江省人民政府、杭州市人民政府合作签约仪式在北航如心会议中心举行。时任浙江省委副书记、省长袁家军，副省长高兴夫，杭州市委副书记、市长徐立毅，省政府秘书长陈新，北航党委书记曹淑敏、校长徐惠彬、常务副校长房建成、副校长张广等出席签约仪式。签约仪式由徐惠彬主持。签约仪式上，时任浙江省教育厅厅长陈根芳、杭州市副市长陈国妹与北航常务副校长房建成分别代表各方共同签署了《共建中法航空大学合作框架协议》。
2019年9月19日，时任北京航空航天大学校长徐惠彬与法国国立民航大学校长奥利维耶·尚苏在北航如心会议中心签署了《共建中法航空大学合作协议》。北航黄海军副校长、张广副校长，国际交流合作处、招生就业处、国内合作处等部门负责人，法国国立民航大学国际项目主任邓素芳（Kirsty Tan）女士等出席了签字仪式。
2019年12月28日，中法航空大学项目在杭州市余杭区瓶窑镇奠基。时任浙江省委常委、杭州市委书记周江勇，北京航空航天大学校长徐惠彬讲话。时任浙江省副省长成岳冲，北京航空航天大学党委书记曹淑敏，杭州市委副书记张仲灿，省教育厅党委书记、厅长陈根芳等出席奠基活动。项目共占地1500亩，其中办学用地1000亩，校、区共建大学科技园（产业园）用地500亩，按“一次总体规划、分期建设实施”的原则实施建设。
2020年6月3日，北京航空航天大学与法国国立民航大学签署了《共建中法航空大学补充协议》。
2020年8月26日，中法航空大学西溪八方城过渡校园正式启用，迎来首批研究生和老师入驻。
2021年12月30日，中法航空大学校园包括3个学院组团、2个生活组团、1个中心组团、1个体育组团在内的项目主体工程（除南北科创组团外）完成封顶，计划2023年9月全面建成投用。
2023年5月29日，北京航空航天大学中法航空校园正式揭牌启用。

## 校园
中法航空大学项目校区总用地约100100平方米，规划建筑面积约76.95万平方米（地上建筑约62万平方米，地下室及半地下室约15万平方米），总投资概算为93.8015亿元。项目规划设计传承了“水绕高台”的良渚特色，采用“一心八岛”的江南水乡格局。项目主要建设内容包括3个学院组团、2个生活组团、2个科技创新平台、1个中心组团、1个体育组团，以及市政、河道等工程，总计有45个单体建筑，拥有发动机虚拟仿真中心、微纳中心、大型风洞实验中心、大型水洞实验中心等诸多航空科技创新平台。

## 周边

### 高校
- 中国美术学院良渚校区
- 西湖大学云谷校区
- 浙江大学紫金港校区
- 杭州师范大学仓前校区

## 引用
1. 1 2  . 中华人民共和国教育部 中外合作办学监管工作信息平台.   [2023-04-29]. （原始内容存档于2023-04-29）.
2. ↑  . 中法航空大学.   [2022-06-19]. （原始内容存档于2022-06-19）.
3. ↑  . www.enac.fr.   [2021-06-13]. （原始内容存档于2021-06-13）.
4. ↑  高源; 牛妙卓; 孔祥明. . 北京航空航天大学新闻网.   [2022-06-19]. （原始内容存档于2022-06-22）.
5. ↑  宋超; 邸白鹭; 韩思愉. . 北京航空航天大学新闻网.   [2022-06-19]. （原始内容存档于2022-06-22）.
6. ↑  . 浙江省教育厅.   [2022-06-19]. （原始内容存档于2022-06-22）.
7. 1 2 3  . 中法航空大学.   [2022-06-19]. （原始内容存档于2022-06-20）.
8. 1 2  徐赣鹰; 郑海云. . 杭州网. 余杭晨报. 2022-01-05  [2022-06-19]. （原始内容存档于2022-06-20）.
9. ↑  . www.chinanews.com.cn.   [2023-06-24]. （原始内容存档于2023-06-24）.